# Apple IIe Platinum
Apple IIe Platinum (APPLE IIe Platinum) је професионални рачунар фирме Епл (Apple) који је почео да се производи у САД током 1987. године.
Користио је 65C02 микропроцесорску јединицу а RAM меморија рачунара је имала капацитет од 128 KB. 
Као оперативни систем кориштен је DOS 3.3, ProDOS или CP/M са опционом Z80 картицом.

## Детаљни подаци
Детаљнији подаци о рачунару APPLE IIe Platinum су дати у табели испод.
|                       |                                                                   |
| [ 1 ]                 |                                                                   |
| Произвођач            | Епл                                                               |
| Тип                   | професионални рачунар                                             |
| Меморија              | 128 KB                                                            |
| Поријекло             | Сједињене Америчке Државе                                         |
| Година                | 1987                                                              |
| Тастатура             | 81 тастер са нумеричком тастатуром и тастерима смјера             |
| Процесор              |                                                                   |
| Фреквенција процесора | 1                                                                 |
| RAM                   | 128 KB                                                            |
| ROM                   | 32 KB                                                             |
| Текст                 | 40 или 80 стубова x 24 линије                                     |
| Графика               | 40 x 40-48 (16 col), 280 x 160-192 (6 col), 560 x 160-192 (2 col) |
| Боја                  | 16 највише                                                        |
| Звук                  | уграђени звучник - 1 канал                                        |
| Димензије             | 39,4 (ширина) x 45,7 (дубина) x 11,4 (висина)                     |
| Портови               |                                                                   |
| Оперативни систем     | или са опционом картицом                                          |